# Michael Cyriax
Michael Cyriax (* 12. Oktober 1969 in  Marburg) ist ein deutscher Kommunalpolitiker (CDU) und seit dem 1. Oktober 2011 der Landrat des Main-Taunus-Kreises.

## Leben

### Beruflicher Werdegang
Nach dem Abitur absolvierte Cyriax eine Ausbildung zum Industriekaufmann. Von 1992 bis 1997 studierte er Rechtswissenschaften an der Philipps-Universität Marburg. 1997 legte er die Erste Juristische Staatsprüfung und 1999 die Zweite Juristische Staatsprüfung ab, jeweils mit Prädikat.
Anschließend war er als Rechtsanwalt im Bereich Steuerrecht in Gießen tätig. Seit dem Jahr 2000 gehörte er als Rechtsanwalt der Abteilung Steuern und Recht der KPMG Deutsche Treuhand-Gesellschaft Wirtschaftsprüfungsgesellschaft an.

### Politik und Ehrenamt
Seit seinem Eintritt 1987 in die Christlich Demokratische Union Deutschlands (CDU) ist Michael Cyriax politisch aktiv. Von 1992 bis 2002 war er Vorstandsmitglied in verschiedenen Funktionen der CDU und Jungen Union im Kreisverband  Marburg-Biedenkopf. Zudem gehörte er der Gemeindevertretung in Dautphetal an und war Kreistagsabgeordneter im Kreistag Marburg-Biedenkopf.
Seit 2002 stand Cyriax als Kreisbeigeordneter gemeinsam mit Landrat Berthold Gall und dem Ersten Kreisbeigeordneten Hans-Jürgen Hielscher an der Spitze der Verwaltung des Main-Taunus-Kreises. Im CDU-Kreisverband Main-Taunus ist er seit 2004 stellvertretender Vorsitzender.
Bei der direkten Landratswahl am 27. März 2011 wurde Cyriax mit 61,2 Prozent der Stimmen zum Landrat des Main-Taunus-Kreises gewählt. Die Wahlbeteiligung lag bei 49,6 Prozent.
Während der Europäischen Flüchtlingskrise rief Cyriax im Oktober 2015 den Katastrophenfall für den Main-Taunus-Kreis aus, nachdem vom Land Hessen die kurzfristige Zuteilung von 1.000 Asylsuchenden angekündigt worden war. Das hessische Innenministerium unter Peter Beuth (CDU) kritisierte die Entscheidung mit dem Hinweis, dass die Gründe nicht nachvollziehbar seien und eine vorherige Abstimmung nicht stattgefunden habe. Der Landkreis habe laut Innenministerium auch ohne den Ausruf des Katastrophenfalls den Anspruch auf die nötigen Mittel und Organisationen (Feuerwehr, Technisches Hilfswerk) gehabt.
Am 23. April 2017 wurde Cyriax mit 67,6 % der Stimmen als Landrat wiedergewählt. Die Wahlbeteiligung lag bei 28,6 %. Seine zweite Amtszeit begann am 1. Oktober 2017 und endete am 30. September 2023.
Trotz parteiinternen Konflikten, in denen der CDU-Kreisgeschäftsführer Hansjörg Weibler Cyriax als „politischen Autisten“ bezeichnet hatte und an einer erneuten Nominierung zweifelte, kandidierte Cyriax erneut zur Landratswahl. Bei der Landratswahl am 4. Juni 2023 wurde Cyriax mit 68,3 % der abgegebenen Stimmen, bei einer Wahlbeteiligung von 27,3 %, im Amt bestätigt. Seine dritte Amtszeit begann am 1. Oktober 2023 und endet voraussichtlich am 30. September 2029.

## Familie
Michael Cyriax wohnt mit seiner Ehefrau in Hofheim am Taunus. Das Paar adoptierte im September 2012 ein Mädchen aus Haiti.